# Hugues Hausman
Pour l’article ayant un titre homophone, voir Hausmann.
Hugues Hausman, né le 21 mai 1970 à Verviers (province de Liège), est un auteur de bande dessinée, écrivain, comédien et réalisateur belge.

## Biographie
Hugues Hausman naît le 21 mai 1970,, à Verviers. Il est le fils de René Hausman et sa mère est la fille de Noël Bissot, plus tard il aura Didier Comès comme beau-père.
De 1982 à 1988, il fait des études artistiques.
En 1998, il fait dans son entrée dans le magazine Spirou aux côtés de son père pour lequel il coscénarise des gags de Zunie. Ces gags sont collectés en album la même année aux éditions Noir Dessin Production.
En 2011, il fait partie du jury thriller du Festival international du film fantastique de Bruxelles aux côtés de Jean Van Hamme et Romain Roll.
Il commence à travailler comme comédien avec le Théâtre du Papyrus (une compagnie de théâtre jeune public) pendant huit ans. Il crée deux monologues (Fin de Journée et Pas de Panique!), un one-man-show (Tout va Bien), il fait du doublage de voix pour l'acteur Joseph Merrick dans Elephant Man et Jimmy Massey dans Kill ! Kill ! Kill !, témoignage d’un ex-marine sur la guerre en Irak et il écrit sa première pièce de théâtre dans Check Point en 2010,. Au cinéma, on peut le voir dans des films dont Hombres Complicados, Lisa, Résistance, Pas si Grave, Taxi 4 (2007), La Chance de ma vie (2011), Mr. Morgan’s Last Love,, La Marque des anges (2013), 108 Rois-Démons (2015),.
Il fait également partie de l’équipe des comédiens de l’émission de télévision Ici Bla-Bla de la RTBF entre 1996 et 2010 où il incarne le personnage de Raton. Puis, il prête son visage au personnage de G-nôme dans l'émission éponyme sur la même chaîne.
Il réalise cinq courts métrages, dont The Twice a Month Gang (2002), prix du meilleur court métrage au Festival international du film indépendant (Bruxelles 2001),. Ensuite, il réalise Comme un lundi, Fish Trip, Looser, Couple libre et co-réalisé Mauvais Rêve, spectacle de ciné-théâtre. Il coréalise encore Fritkot, une série de capsules humoristiques pour la chaîne de télévision RTL TVI,. En 2009, il réalise son premier long métrage, Bonne Année Quand Même !, une comédie noire,.
En 2014, il publie un recueil de nouvelles aux Éditions Lamiroy : Loin du monde ainsi que son premier roman intitulé Salma vers les étoiles en 2016 puis Slow Dating dans la collection « Opuscule » des mêmes éditions en 2018 ainsi que Combattre la nuit l'année suivante.
Il publie sa série de cartoons intitulée Calembredaines sur son blog et à partir de 2010 dans le Deuzio, supplément du week-end des journaux du groupe L'Avenir. En 2020, il a recours à la plateforme de financement participatif KissKissBankBank pour le projet Calembredaines. Il publie Calembredaines en 2021 aux éditions La Surprise du chef.
Il réalise Le Retour des dimanches soirs, pour lequel il a reçu l’aide de la commission d’Aide à la bande dessinée et La Larme du Clown.
Il s’inspire de Star Wars en bande dessinée et réalise seul Du père comme fondation de la personnalité aux Éditions Lamiroy en 2017. En 2022, il sort un album en hommage à André Franquin avec son complice le dessinateur Bruno Gilson : Dessins obscurs aux éditions SDC.
Il crée les trophées Manneken-Prix à l'effigie de la célèbre statuette bruxelloise reçus par les lauréats du prix littéraire, dont la réalisation est en fil de fer en 2020,.
Il monte encore sur les planches pour La Difficile journée de mademoiselle H.,.
En outre, il a aussi réalisé plusieurs affiches de spectacles tels Goupiochka, Kvetch et La Nuit du thermomètre.

### Vie privée
Hugues Hausman demeure à Luttre.

## Œuvres

### Albums de bande dessinée
Saki et Zunie
- Zunie, Enfin seule !, Noir Dessin Production, Grivegnée, 1998
Scénario : René Hausman, Hugues Hausman - Dessin et couleurs : René Hausman -  (ISBN 2-87351-022-6)

One shots
- Du père comme fondation de la personnalité[15], Éditions Lamiroy, Bruxelles, 21 mai 2017
Scénario et dessin : Hugues Hausman -  (ISBN 978-2-87595-080-2)
- Ensemble, Éditions Lamiroy, Bruxelles, 1 août 2025
Scénario et dessin : Hugues Hausman - Couleurs : quadrichromie -  (ISBN 978-2-39081-022-3)

#### Calembredaines
- 1. Calembredaines[14],[21], La Surprise du chef, janvier 2021
Scénario et dessin : Hugues Hausman - Couleurs : quadrichromie -  (ISBN 978-2-87595-433-6),Préface de Philippe Geluck. Format à l'italienne.
- 2. Calembredaines 2, Lamiroy, Woluwe-Saint-Lambert, 6 décembre 2022
Scénario et dessin : Hugues Hausman - Couleurs : quadrichromie -  (ISBN 978-2-87595-776-4),Préface de Daniel Kox. Format à l'italienne.
- 3. Calembredaines 3, Lamiroy, Woluwe-Saint-Lambert, 16 décembre 2024
Scénario et dessin : Hugues Hausman - Couleurs : quadrichromie -  (ISBN 978-2-87595-961-4),Préface de Frédéric du Bus. Format à l'italienne.

### Nouvelles
- Loin du monde, Éditions Lamiroy, mai 2014, 88 p. (ISBN 978-2-87595-016-1)

### Romans
- Salma vers les étoiles, Éditions Lamiroy, 2016, 88 p. (ISBN 978-2-87595-069-7)

### Autres écrits
- Slow dating, Éditions Lamiroy, coll. « Opuscule », 2018, 40 p. (ISBN 978-2-87595-113-7) ;
- Combattre la nuit, Éditions Lamiroy, coll. « Opuscule », 2019, 38 p. (ISBN 978-2-87595-226-4) ;
- Le Fils parfait, Éditions Lamiroy, coll. « Opuscule », 2021, 25 p. (ISBN 978-2-87595-536-4)
- Poisson d’avril !, Éditions Lamiroy, coll. « Opuscule », 2022, 21 p. (ISBN 978-2-87595-644-6).
- Gaëtan Faucer et Hugues Hausman (ill.), Aphorismes et périls, Éditions Lamiroy, 2023, 30 p. (ISBN 978-2-87595-837-2).

### Illustration
- Gorian Delpâture (ill. Hugues Hausman), Stephen King, Bruxelles, Lamiroy, coll. « L'Article » (no 1), 2020, 33 p., ill. ; 14 cm (ISBN 978-2-87595-367-4)
- Gorian Delpâture (ill. Hugues Hausman), Jim Morrison : un poète américain, Bruxelles, Lamiroy, coll. « L'Article » (no 14), 1er novembre 2021, 32 p., ill. ; 14 cm (ISBN 978-2-87595-572-2)
- Patrick Pinchart (ill. Hugues Hausman), André Franquin, Bruxelles, Lamiroy, coll. « L'Article » (no 40), 1er janvier 2024, 40 p., ill. ; 14 cm (ISBN 978-2-87595-893-8)
- Arnaud de la Croix (ill. Hugues Hausman et Paul Deliège), Krostonius, la vie et l'œuvre d'un alchimiste oublié, Bruxelles, Lamiroy, coll. « L'Article » (no 45), 1er juin 2024, 43 p., ill. ; 14 cm (ISBN 978-2-87595-921-8)
- Luc Dellisse (ill. Hugues Hausman), Henri Van Lier, Philosophe à l'état pur, Bruxelles, Lamiroy, coll. « L'Article » (no 46), 1er septembre 2024, 48 p., ill. ; 14 cm (ISBN 978-2-87595-923-2)
- Gorian Delpâture et Michel Dufranne (édito) (ill. Hugues Hausman), Voltaire, en ce lieu de détresse embastillé logé fort à l'étroit, Bruxelles, Lamiroy, coll. « L'Article » (no 50), 1er janvier 2025, 41 p., ill. ; 14 cm (ISBN 978-2-87595-964-5)

### Ouvrages collectifs
- Brice Depasse, Julie Gabellini, Sylvie Roge, Ralph Vendôme, Stéphane Custers, Kate Milie, Thibaud Lodewyckx, Alfredo Diaz Perez, Evelyne Wilwerth, Patryck de Froidmont et Hugues Hausman, La Joconde, Bruxelles, Lamiroy, 2021 (ISBN 978-2-87595-534-0)

### Filmographie
filmographie sélective
comme réalisateur
- The Twice a Month Gang[22], réalisation et scénario, court métrage, 2002 ;
- Comme un lundi[23], réalisation et scénario, court métrage, 2003 ;
- 2009 : Bonne année quand même[11],[24] ;
- 2015 : Mad In Belgium[25].

comme scénariste
- 1997 : In mortem de Daniel Cooreman[6].

comme acteur
- Les Professionnels de Daniel Cooreman, 1997[6]
- La Fille du chef[26], téléfilm de Sylvie Ayme (2007), diffusé le 11 juin 2012 sur TF1.
- À dix minutes des naturistes téléfilm de Stéphane Clavier diffusé le 11 juin 2012 sur TF1[24].
- La Chance de ma vie[27], long métrage de Nicolas Cuche, 2010 ;
- Les Conquérants[28], long métrage de Xabi Molia, 2013
- Sacré Charlemagne[29], court métrage de Adrien François, 2013
- 108 Rois-Démons, long métrage d'animation de Pascal Morelli, 2015[9],[24]
- Odyssée sanglante du lapin rose de Arno Pluquet, 2020[6].

### Doublage
- depuis 1999[30] : One Piece :  Peppoko, Ben Beckmann (1re voix, épisode 4)

#### Livres
: document utilisé comme source pour la rédaction de cet article.
- Thierry Bellefroid et Jean-Marie Derscheid, « Hausman Hugues Dessinateur — Scénariste — Réalisateur — Comédien », dans 77 auteurs de bande dessinée en Wallonie et à Bruxelles, Bruxelles, Wallonie-Bruxelles International, 2017, 128 p., ill. ; 26 cm (ISBN 2-930071-83-4, lire en ligne), p. 60. .

#### Périodiques
- Thierry Tinlot, « Hausman, Hausman et Zunie : un ménage à trois », Spirou, Dupuis, no 3127,‎ 18 mars 1998, p. 25 (ISSN 0771-8071).
- « Jean-Marc le Monstre. Bête, Belge et méch... Ta gueule ! », Moustique,‎ 19 juin 2015 (lire en ligne, consulté le 13 juillet 2023).

#### Articles
- Hugues Hausman (interviewé par Alexis Seny), « Hugues Hausman, de confilement en calembredaines : « L’imagination est un muscle, ça se travaille, je m’oblige à dessiner tous les jours. » », L'Avenir,‎ 28 janvier 2021 (lire en ligne, consulté le 13 juillet 2023).
- Hugues Hausman (interviewé par Laurent Lafourcade), « Entretien avec Hugues Hausman », BD Best !,‎ 21 mars 2021 (lire en ligne, consulté le 14 juillet 2023).

### Podcasts
- Interview Hugues Hausman - Mad In Belgium sur Mixcloud, interview : eclectriqueradio (21 min 25 s).

### Émissions de télévision
- Les calembredaines d'Hugues Hausman sur VEDIA, présentation : Urbain Ortmans (2 min 50 s), 5 novembre 2020.